# Antonyo
Antal Niederkirchner, művésznevén ANTONYO (Budapest, 1977. augusztus 13. –) jelenleg (2019) Fóton élő magyar DJ, lemezlovas.
Zenei karrierjét 1997-ben kezdte, majd nem sokkal később sikeresen elvégzett egy lemezlovas-tanfolyamot. Később Bárány Attilának köszönhetően indult el önálló karrierje. 1998-ban már a Bahnhof Music Club rezidense volt. 2002 nyarán a Café del Rio Házigazdája címet is kiérdemelte, itt három évig dolgozott. Vendég DJ-ként a Dokkban, a Dokk Caféban, valamint külföldön is szórakoztatta közönségét. 2004-ben megjelent első albuma "Cafe del Rio Summer 2004" címmel. 2008-ban Magyarország első számú lemezlovasai között jegyezték.[forrás?] Egy év múlva, 2009-ben saját lemezkiadót alapítottak Bárány Attilával és a Flamemakersszel B-sensual névvel. Fontosabb állomásai között szerepel a Süss fel nap, Fat Mo’s, a Club Seven, Sakáltanya, Közgáz Pince Klub, a Blondy, valamint a BED. 
Rádiós munkája is ekkor indult be, egy budapesti rádióban pörgette a lemezeket. 2005-ben a Rádió 1-hez igazolt, ott csütörtökönként Bárány Attilával szórakoztatta a hallgatókat a Disco*s Hit című műsorban. 2011-ben saját lemezkiadót alapított. Külföldön is egyre feltörekvőbb a népszerűsége, mint például Olaszország, Ausztria vagy akár Kína.[forrás?] Azon kevés lemezlovasok egyike, akik több stílusban is otthonosan mozognak, legyen szó keményvonalú electróról, retro party mixekről, minimal mixekről vagy a különleges club house szettekről, de megemlíthető akár a deep house műfaj is. 2012-től már Budapest és körzetének leghallgatottabb rádiójában, a Music FM-ben pörgette a lemezeket. A rádió szintén sikereket hozott neki. Egyik rendszeres fellépőhelye a Symbol Budapest rendezvényközpont lett. 2019-re már a rádió éllovas DJ-i közt említették.

## Dalok
- You & Me (2009)
- House Down (2011)
- Keep on Bringing Me Down (2011)
- I Believe (2011)
- I Said (2011)
- That Thang (2012)
- Supernatural Lover feat. Bradley (2013)
- Don't Let Go feat. Ilan Tenenbaum feat. Shena & Josh / ANTONYO & Andreas Be (2013)
- 100% Pure Love feat. Fatima Mohamed (2014)
- Pyramid (2014)
- Amen (2014)
- Let Me Be Your Fantasy feat. Linda Király (2015)
- I Can't (2015)
- Summertime (2015)
- I Believe 2k15 (2015)
- Now Or Never (2016)
- Don't Hold Back (2016)
- Now Take the Heat (2016)
- So Close But Yet So Far (2017)
- Blackout (2017)
- Been Too Long (2017)
- In Your Arms (2017)
- Thief of Kisses (2017)
- Decisions (2017)
- Tell Her (2017)
- Dance Tonight (2017)
- I'm Not Your Ride (2017)
- Without Your Love (2018)
- Say Goodbye (2018)
- Give Me The Night (2019)

## Mixek
- ANTONYO – Classic Mix Live (2016. 12. 30)[1]
- ANTONYO – Birthday & Rio CD (2017)[2]
- Nigel Stately & ANTONYO – Live Mix (2017)[3]
- ANTONYO – CLUB HOUSE Pt. 1 (2019)[4]
- ANTONYO – CLUB HOUSE Pt. 2 (2019)[5]

## További információ
- Antonyo - Hivatalos honlap (magyar nyelven). Antonyo | Club DJ from Hungary. [2019. május 28-i dátummal az eredetiből archiválva]. (Hozzáférés: 2019. március 17.)
- Antonyo - Hivatalos Facebook-oldal (magyar nyelven). (Hozzáférés: 2019. március 17.)
- Antonyo - Hivatalos YouTube-csatorna (magyar nyelven). www.youtube.com. (Hozzáférés: 2019. március 17.)